# Pobles del Nord
Els Pobles del Nord, també coneguts com a Poblats del Nord, és el districte número 17 de la ciutat de València (País Valencià). El districte el formen set poblacions, annexades a València entre 1888 i 1900, que al temps tenen consideració de barris: Benifaraig, Borbotó, Carpesa, Cases de Bàrcena, Mauella, Tauladella, Rafalell i Vistabella, Massarrojos i Poble Nou. És el segon districte més extens de València, encara que un dels menys poblats, ja que es tracta d'un territori dispers i rural, on l'horta ocupa encara la majoria del terreny.

## Geografia

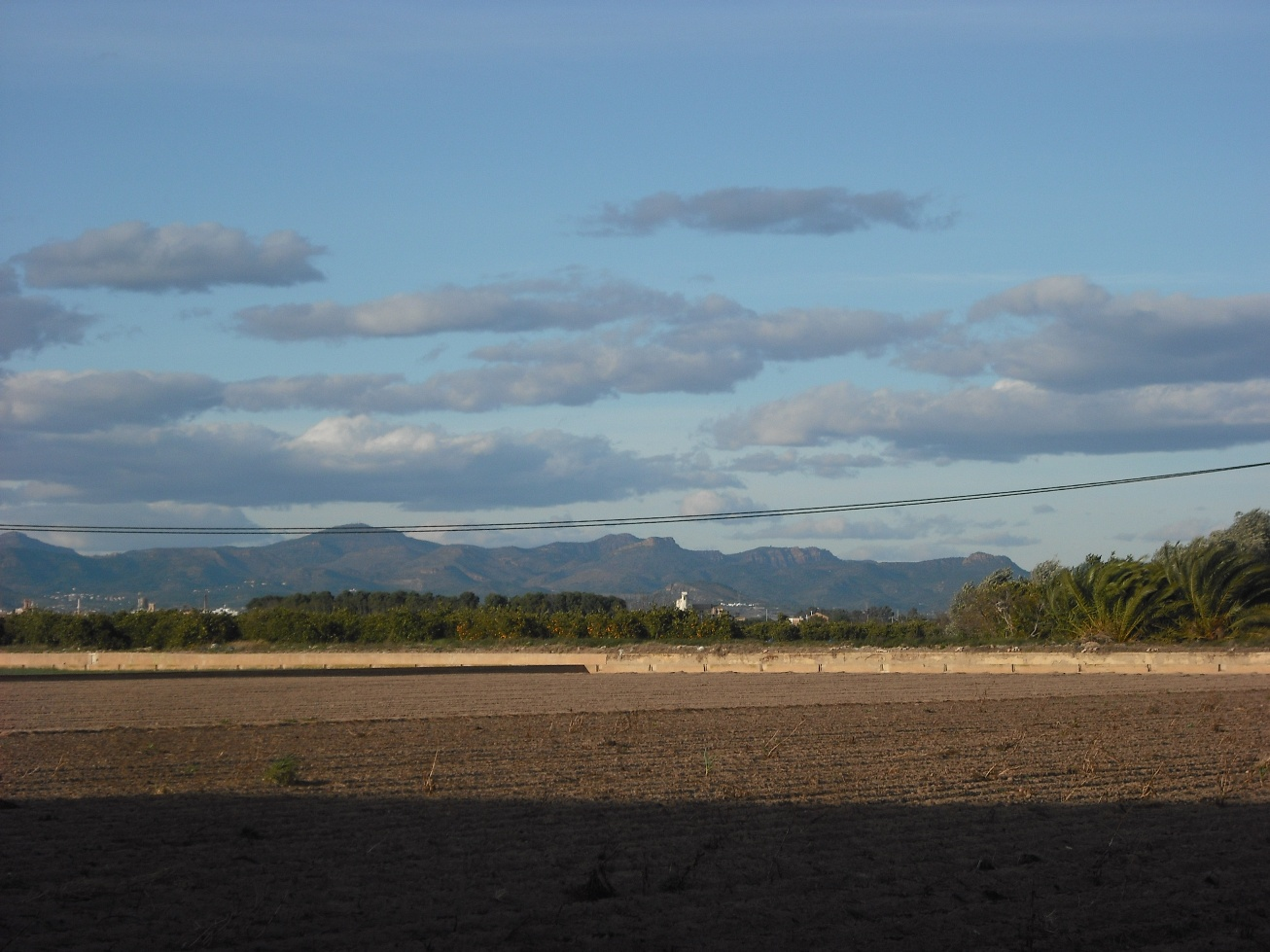
Hortes entre Carpesa i Benifaraig.

Els Poblats del Nord es troben assentats sobre una porció del ventall fluvial creat pel riu Túria. Aquests terrenys es componen en la seua major part de graves, arenes i dipòsits llimosos i argilosos, pel que són propicis per a l'aprofitament agrícola. Estan travessats d'oest a est pel barranc del Carraixet, el d'Andolsa i la Séquia Reial de Montcada.
El territori principal, format pels barris de Benifaraig, Borbotó, Carpesa, Massarrojos i Poble Nou, el componen una falca de terreny que avança cap al nord des de la ciutat de València, estant delimitada per l'anomenat arc de Montcada. Els llocs de Cases de Bàrcena i de Mauella, Tauladella, Rafalell i Vistabella conformen tres enclavaments dispersos a la comarca de l'Horta Nord. L'últim, Rafalell i Vistabella, és l'únic lloc que té enfront de la mar, uns 800 m de platja on es troba la Marjal de Rafalell i Vistabella. Els Poblats del Nord són un conjunt de nuclis semiurbans connectats entre si tradicionalment per un conjunt de camins, que majoritàriament segueix existint.
Tot i que el creixement dels nuclis que componen el districte és diferent, aquests poden agrupar en tres grups:
- Creixement lineal: Al llarg d'una via de comunicació, i generalment fragmentat, com Cases de Bàrcena i Poble Nou.[2]
- Creixement nuclear: A l'encreuament de dues o més vies de comunicació, com és el cas de Borbotó, Carpesa, Massarrojos i Benifaraig.[2]
- Dispers: Format per una sèrie d'alqueries gairebé sense indicis de nucli urbà, com a les quatre partides que conformen Mauella, Tauladella, Rafalell i Vistabella.

Tots els nuclis urbans del districte es troben aïllats i envoltats d'horta a excepció de Massarrojos, que està conurbat amb Montcada en el seu extrem oest.

## Història

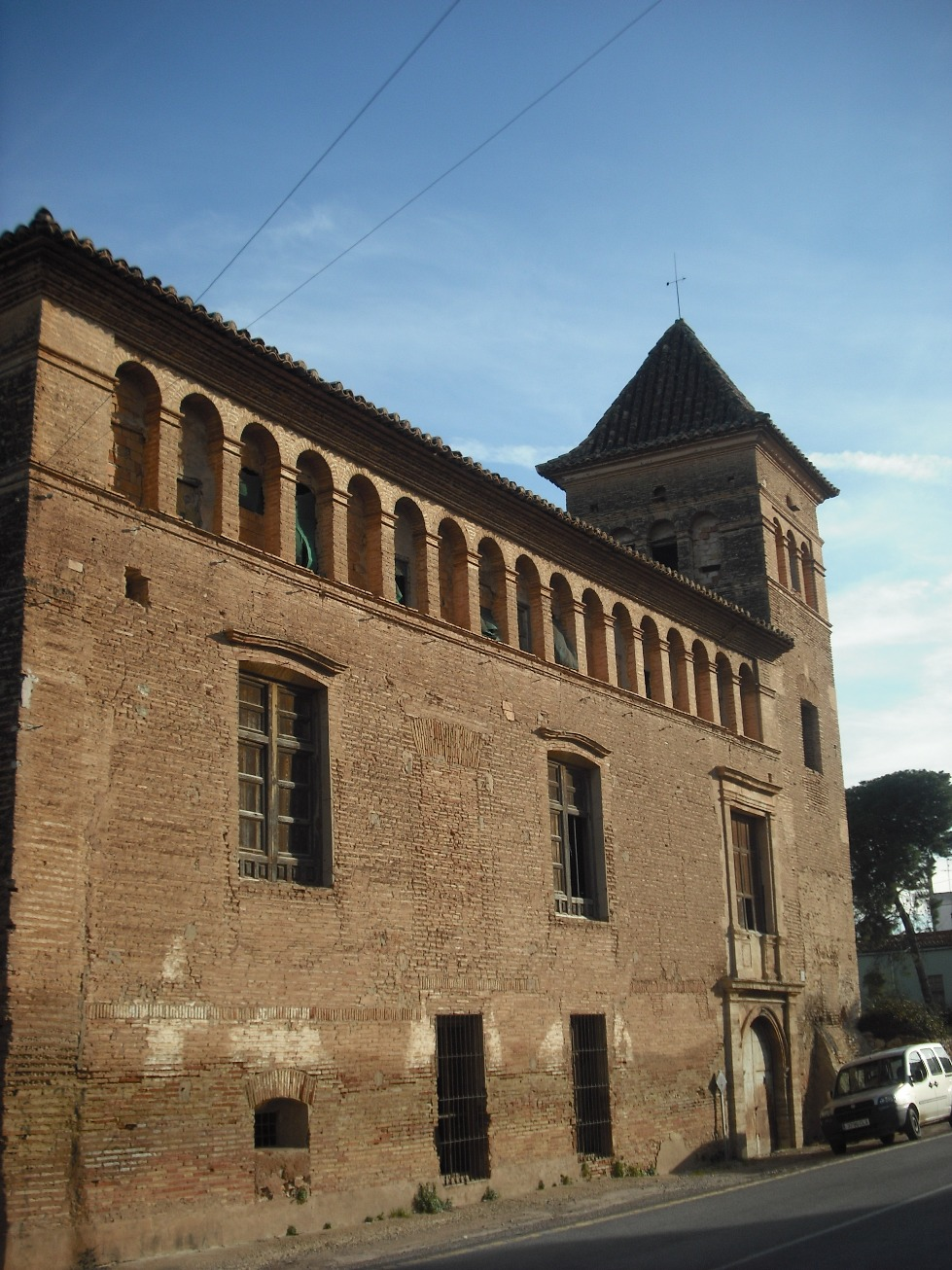
Casa de la Sirena (segle XVI)

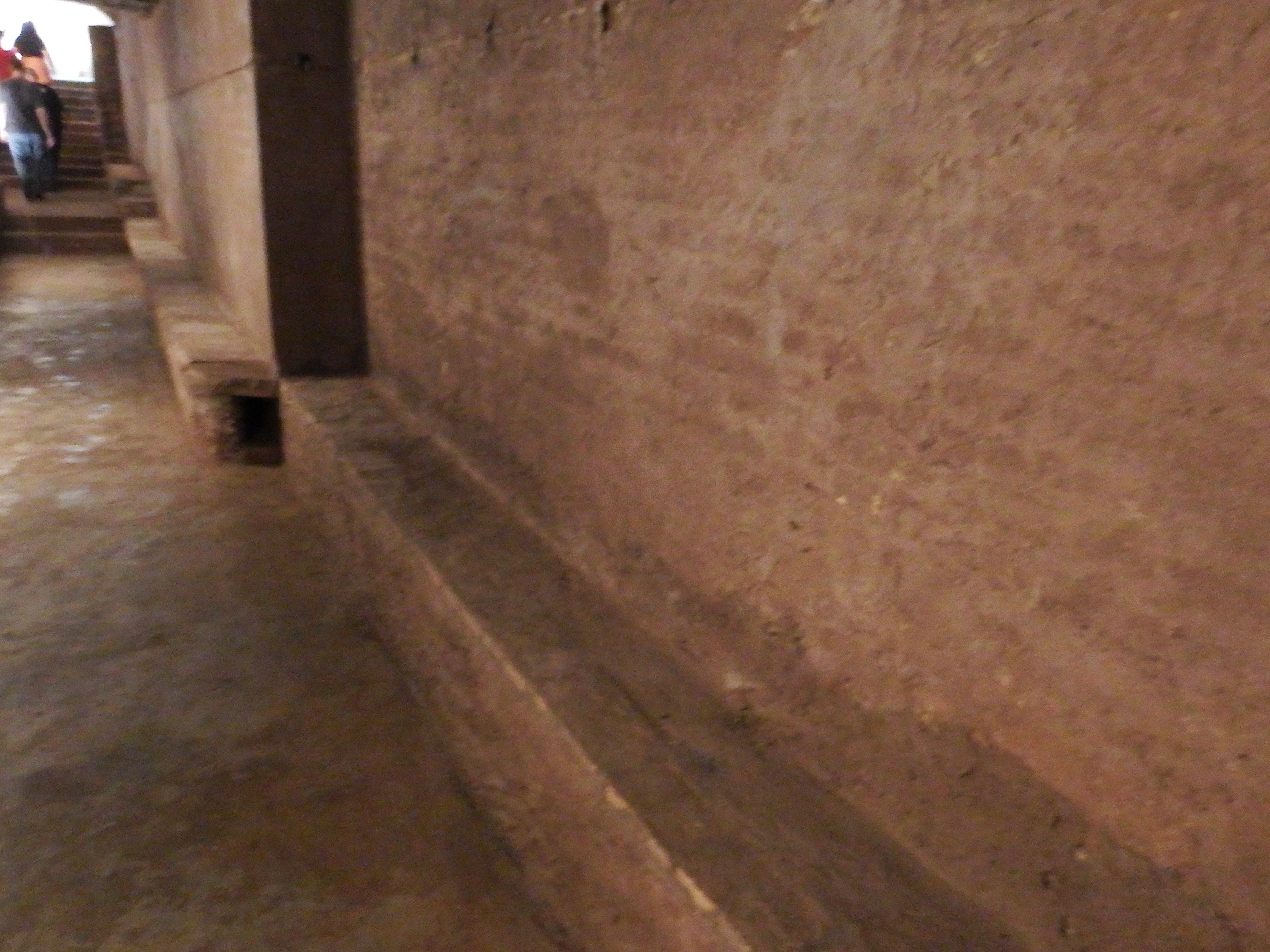
Refugi antiaeri de Massarojos

La gran majoria dels nuclis que componen aquest districte tenen el seua origen a les alqueries andalusins que es trobaven repartides per la vega del Túria, encara que s'han trobat restes romanes a Carpesa. Totes aquestes alqueries van ser preses durant la conquesta cristiana per Jaume I i la majoria d'elles estigueren sota el control de l'Orde del Temple i, en dissoldre's aquesta, van passar a l'Orde de Montesa. En desaparèixer els senyorius el 1811 la majoria es van convertir a municipis independents. Durant segle xix principal motor de l'economia era la producció de seda, blat, cànem, fesols i hortalisses, així com l'extracció de pedra a Massarrojos, a una de les pedreres es va trobar ceràmica andalusí, que denota l'antiguitat d'aquesta activitat.
El districte en si mateixa va aparèixer entre 1888 i 1900 amb el nom de Districte de la Vega. Aquest procés, motivat per diferents interessos, va tenir lloc gràcies a un decret que permetia a les grans ciutats annexionar els municipis limítrofs de menys de 2.000 habitants, i que València havia començat a fer efectiu ja en la dècada de 1870. Els primers llocs a annexionar van Borbotó i Carpesa el 1888, i l'últim va ser Benifaraig, el 1900. En 1981 va tenir lloc una reordenació dels districtes de València, dins de la qual es va canviar el nom a Pobles del Nord.
Actualment, els Poblats del Nord depenen de l'ajuntament de València en consideració de districte. No obstant això, donada la seua condició de poblament rural, compten, d'acord amb les lleis estatals i autonòmiques pertinents, amb sis alcaldes de barri que s'encarreguen de vetllar pel bon funcionament del barri i de les relacions cíviques, signar informes administratius i elevar a l'ajuntament de la ciutat les propostes, suggeriments, denúncies i reclamacions dels veïns. Les alcaldies de barri es troben a Benifaraig, Borbotó, Carpesa, Cases de Bàrcena (que inclou Mauella, Tauladella, Rafalell i Vistabella), Massarrojos i Poble Nou. En l'actualitat els Poblats del Nord s'enfronten a la disminució demogràfica i l'envelliment de la població, fets que fan molt menys competitiva l'economia del districte. L'any 2009, la Conselleria de Medi Ambient planejà la construcció d'una estació depuradora d'aigües residuals (EDAR) entre Carpesa i Bonrepòs i Mirambell, a la vora del barranc del Carraixet. La planta planejada tindrà una superfície de 50.000 m² i rebrà les aigües dels col·lectors de Massarrojos, Montcada, Rocafort i Godella, abocant-després al barranc per permetre la seua reutilització a través d'un sistema terciari. Aquest pla, però, ha comptat des del principi amb el rebuig dels ciutadans Carpesa i Bonrepòs i Mirambell, recolzats pel consistori d'aquest últim, ja que al·leguen que la planta es construiria sobre una zona d'horta protegida i a menys de 200 metres dels habitatges i d'una escola. Actualment, 2023, aquesta obra no s'ha dut a terme.

## Demografia
Població segons origen (2022)
Activitats econòmiques (2022)

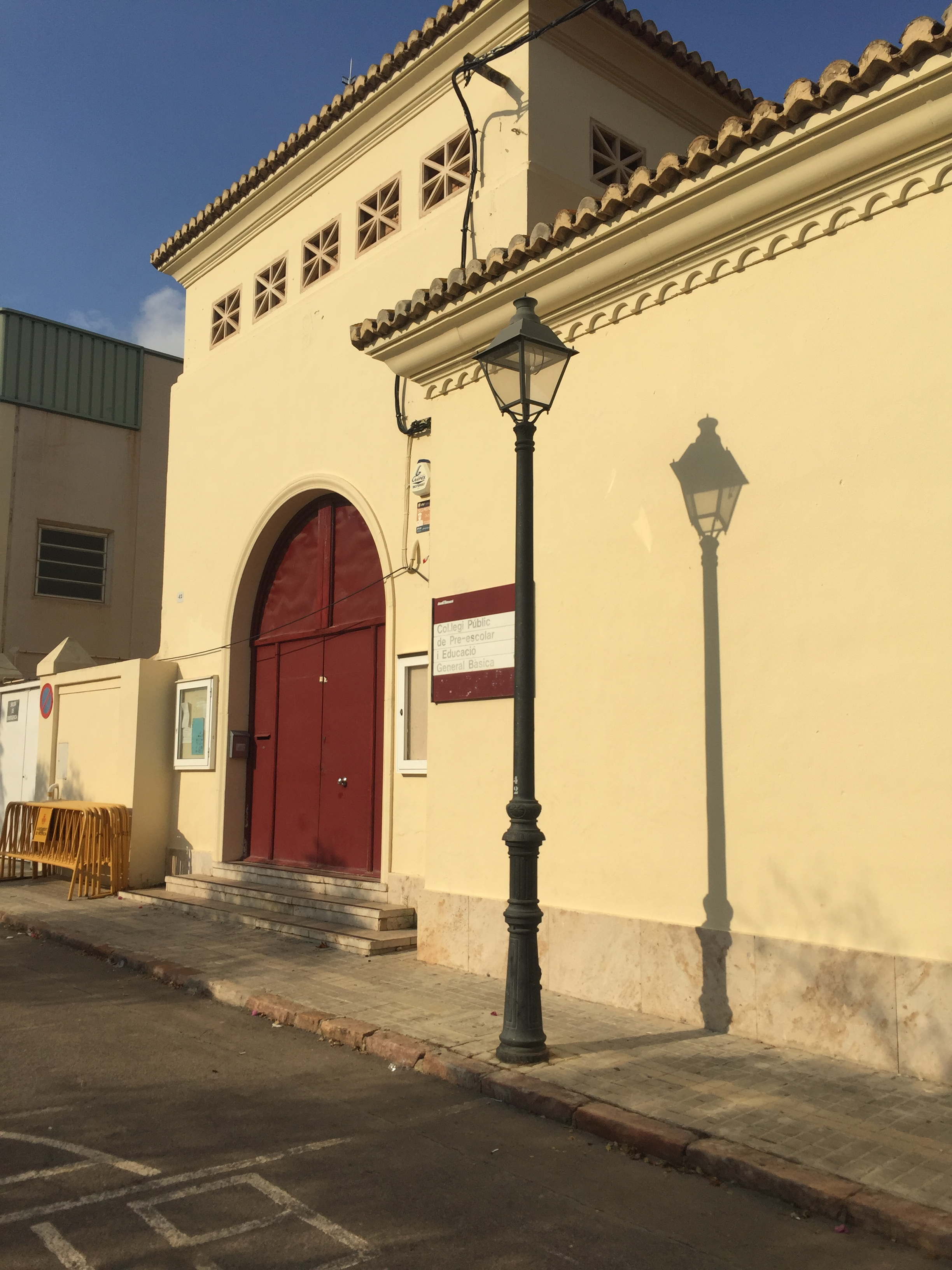
CEIP José Senent de Massarrojos

La població del districte s'ha mantingut pràcticament estable durant tot el segle XX i la primera dècada del segle xxi, encara que la tendència és principalment a la baixa. La pèrdua més forta de població s'ha donat a Mauella, Tauladella, Rafalell i Vistabella, ja que en ser una zona eminentment rural, sent l'únic nucli compacte de Mahuella, ha patit fortament l'èxode rural. L'augment més significatiu l'ha experimentat Massarrojos a partir del moment en què la conurbació amb Montcada es va fer efectiva. Hi ha seus de la Universitat Popular de València a Benifaraig, Carpesa, Cases de Bàrcena i Massarrojos, així com diverses associacions en els nuclis més grans. Tots els barris celebren les seves festes majors entre juny i agost. Destaquen les de Santa Tereseta de Benifaraig, les de Sants Abdó i Senén de Carpesa, per la seua antiguitat, i les festes patronals de Massarrojos. Finalment, a Borbotó hi ha una gran tradició de pilota valenciana. Els Pobles del Nord compten amb dos consultoris mèdics auxiliars, un a Benifaraig i un altre a Carpesa. Compta a més amb diversos centres d'activitats per a gent gran, així com instal·lacions esportives. El creixement vegetatiu és de -40. El districte disposa de 9 centres d'educació preescolar i infantil (6 públics, 2 privats i 1 concertat); 6 centres d'educació primària (5 públics i 1 concertat/privat); 3 centres d'Educació Secundària Obligatòria (2 públics i 1 concertat/privat); 2 centres públics de batxillerat; 1 centre concertat de cicles formatius de grau mitjà i 1 centre públic de cicles formatius de grau superior. L'etàpa educactiva amb més alumnes és la primària, seguida de la ESO. Les activitats econòmiques del districte són majoritàriament del sector terciari o serveis.
|                                            | 1910   | 1940  | 1960  | 1981  | 2001  | 2009  |
| Benifaraig                                 | 722    | 834   | 809   | 1.023 | 938   | 1.026 |
| Borbotó                                    | 655    | 765   | 806   | 758   | 800   | 742   |
| Carpesa                                    | 791    | 932   | 1.196 | 1.417 | 1.258 | 1.293 |
| Cases de Bàrcena                           | 438    | 614   | 557   | 596   | 429   | 398   |
| Mauella, Tauladella, Rafalell i Vistabella | 442    | 441   | 328   | 104   | 65    | 66    |
| Massarrojos                                | 606    | 1.391 | 1.302 | 1.180 | 1.099 | 2.015 |
| Poble Nou                                  |        | 1.706 | 1.563 | 1.407 | 1.408 | 1.023 |
| Total                                      | ~4.000 | 6.683 | 6.561 | 6.485 | 5.997 | 6.563 |

## Transport

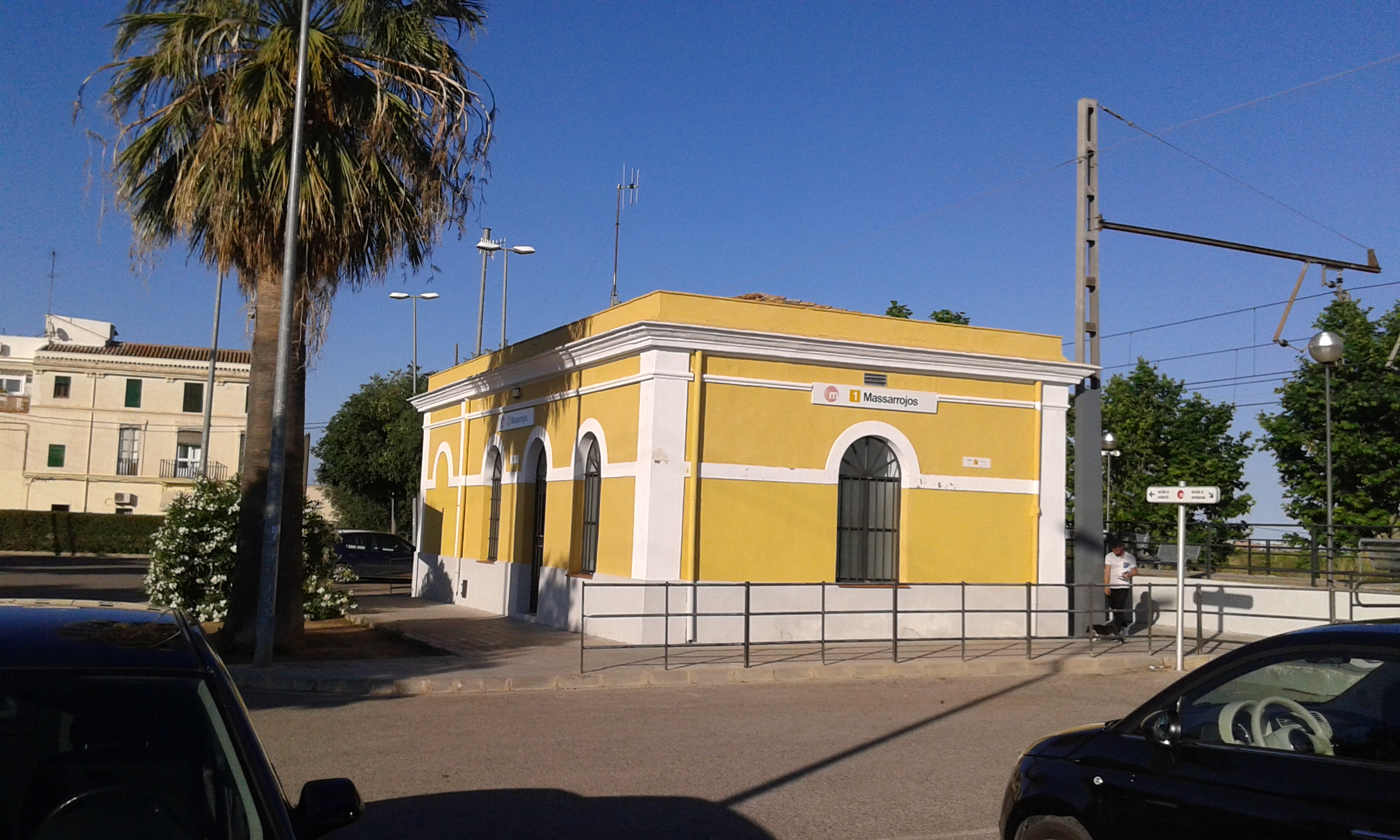
Estació de Massarrojos (FGV)

### Públic
- Ferrocarrils de la Generalitat Valenciana-Metrovalència (FGV)
  - Massarrojos
- Empresa Municipal de Transports de València (EMT)[27]
  - 16 - 26
- Valenbisi

### Carretera
- AMV - CV-300 - CV-315 - N-340 - V-21